# ウタスズメ
ウタスズメ（英:Song Sparrow、学名:Melospiza melodia）は、スズメ目ホオジロ科に分類される鳥類の一種。

## 分布
北アメリカに広く分布。開けた藪や森林、湿地、海岸のほか、草原や湖、郊外や街中でも見られる。
一部の個体群は渡りを行う。日本においては、北海道根室市や山口県萩市見島、神奈川県江の島などで迷行の記録がある。

## 形態
体長は12cmから17cm、体重は12-55gほど。頭頂は茶色く、グレーの過眼線を持つ。胸には茶色と白の特徴的なまだら模様を持ち、嘴は灰黒色で円錐形。

## 生態
種子や果実、昆虫をはじめとした無脊椎動物を食べる。繁殖期には、メスが4日ほどで単純な巣を低木につくる。抱卵数は1-6卵。冬には多種との混群を形成する。
その名の通り多彩な鳴き声を持つ。さえずりの主な聞きなしとして、「Madge-Madge-Madge, put-on-your-tea-kettle-ettle-ettle.（メイドさん、メイドさん、お茶を入れるよ、やかんを置くよ、やかんを）」「Hey! Hey! Put on the kettle, kettle, kettle.(さあ、さあ、やかんを置くよ、やかんを）」といったものがある。
なお、地鳴きは鼻にかかったように聞こえるという。